# Stefan Billborn
Stefan Bo Anders Billborn, född 15 november 1972 i Västerhaninge församling i Stockholms län, är en svensk fotbollstränare. Han är huvudtränare i IFK Göteborg.

## Tränarkarriär
Billborn var verksam inom BP från 1997 och avancerade från knattelag, via juniorlag, ända upp till A-laget där han blev assisterande tränare 2012. Från 2014 blev han huvudtränare för A-laget. Han kom till Hammarby IF 2015 och blev då chefstränare för Hammarbys akademi. Han blev därefter assisterande tränare för A-laget och mellan 2018 och 2021 var han huvudtränare. Den 11 juni 2021 valde Hammarby IF att avsluta samarbetet med Billborn.
Den 7 januari 2022 presenterades Billborn som ny tränare för Sarpsborg 08 FF i norska högstaligan. I juni 2024 blev det officiellt att Billborn och Sarpsborg går skilda vägar. Den 25 juni samma år blev det officiellt att han skrivit på som ny tränare för IFK Göteborg.